# فؤاد بشور
فؤاد بشور (بالإنجليزيةFouad Bashour ː) كان طبيب قلب أمريكي معروف وأستاذ طب في المركز الطبي الجنوبي الغربي بجامعة تكساس.

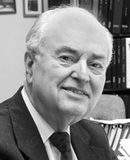
فؤاد بشور، دكتوراه في الطب

## التعليم والممارسة
ولد بشور عام 1924 لعائلة أرثوذكسية مسيحية . عائلته كانت من الأطباء، خالته هي الدكتورة السورية زريفة بشور ، أول طبيبة في بلاد الشام . حصل على درجة الدكتوراه في الطب عام 1949 من الجامعة الأمريكية في بيروت وعلى درجة الدكتوراه عام 1957 من جامعة مينيسوتا . 
بعد الانتهاء من دراسته، انتقل الدكتور بشور إلى دالاس، تكساس. أصبح مدرسًا، ثم أستاذًا للطب الباطني في عام 1959 في جامعة جنوب غرب UT ، حيث مارس مهنته حتى وفاته في عام 2003.
محاضرة بشور السنوية  وكرسي بشور المتميز في علم وظائف الأعضاء  في جامعة جنوب غرب تكساس الطبية مسماه على شرف فؤاد بشور.

## جون كينيدي
كان بشور طبيب قلب مقيم في مستشفى باركلاند التذكاري في دالاس ، تكساس ، في 22 نوفمبر 1963 ، عندما أصيب الرئيس جون كينيدي بالرصاص ودخل المستشفى. أُعلن وفاة الرئيس في حوالي الساعة 12:55 حسب ملاحظات الدكتور بشور. 
بعد يومين، تم أطلاق النار على لي هارفي أوزوالد ، الرجل الذي أطلق النار على الرئيس كينيدي، أثناء اصطحابه من قبل ضباط الشرطة. تم نقل أوزوالد بعد ذلك إلى مستشفى باركلاند التذكاري، حيث كان طبيب القلب الذي يعالجه هو الدكتور بشور مرة أخرى. 

## الجوائز والتكريمات
- ماركيز هو الذي يعمل في الطب والرعاية الصحية
- جائز Who's Who في أمريكا
- جائزة Who's Who في الجنوب والجنوب الغربي
- جائزة Who's Who في العلوم والهندسة
- 1000 من قادة التأثير العالمي
- وسام فارس الصليب المقدس، القدس [9]

## اقرأ أيضاً
- أمريكيون سوريون